# Guennadi Krasnitski
Guennadi Aleksandrovitch Krasnitski (en russe : Геннадий Александрович Красницкий) est un footballeur international et entraîneur de football soviétique né le 27 août 1940 à Tachkent et mort le 12 juin 1988 à Kourgan-Tioubé.

## Biographie

### Carrière de joueur
Natif de Tachkent, Guennadi Krasnitski effectue sa formation de footballeur au sein des équipes de jeunes du Pakhtakor Tachkent. Il intègre en 1958 l'équipe première du club et fait dans la foulée ses débuts professionnels en deuxième division soviétique à l'âge de 17 ans. S'imposant rapidement comme un buteur prolifique, il inscrit douze buts en championnat pour sa première année avant de réitérer cette performance lors de la saison suivante, tandis que le club est promu en première division à la fin de l'année 1959.
Pour ses débuts dans l'élite, Krasnitski se démarque rapidement en inscrivant 19 buts au cours de la saison 1960, représentant plus de la moitié des buts du Pakhtakor en championnat et lui permettant de se classer deuxième meilleur buteur à une unité de Zaur Kaloyev. Il atteint l'année suivante la barre des 20 buts et termine une nouvelle fois deuxième meilleur buteur, cette fois derrière Guennadi Goussarov. Ses performances en première division lui valent par ailleurs d'être appelé au mois de mai 1961 par Gavriil Kachalin au sein de la sélection soviétique et de disputer sa première rencontre internationale contre la Pologne en match amical le 21 mai 1961.
Blessé pour une partie de l'exercice 1962, il n'inscrit cette année-là que quatre buts, ce qui n'empêche malgré tout pas le Pakhtakor de réaliser sa meilleure performance en championnat avec une sixième place. Krasnitski marque à quatorze reprises l'année suivante mais ne peut cependant pas éviter la relégation du Pakhtakor, qui termine dernier du championnat à la fin de la saison. Il contribue par la suite à la remontée directe du club, inscrivant 19 des 31 buts de l'équipe en deuxième division et lui permettant d'être promu après avoir fini troisième. Il continue d'atteindre la barre des dix buts en championnat entre 1965 et 1967. Cette période le voit par ailleurs faire brièvement son retour avec la sélection sous les ordres de Nikolaï Morozov, avec deux matchs amicaux joués contre l'Autriche le 16 mai 1965 puis contre la Yougoslavie le 18 septembre 1966, cette dernière rencontre constituant sa dernière sélection tandis qu'il inscrit à cette occasion son unique but international pour une victoire 2-1.
Alors âgé de 27 ans, il met temporairement un terme à sa carrière en début d'année 1968 mais revient sur sa décision quelques mois plus tard, prenant ensuite part à la finale de la coupe d'Union soviétique perdue face au Torpedo Moscou au mois de novembre. Malgré cela, ses performances déclinent dans les années qui suivent jusqu'à la fin définitive de sa carrière au mois de mai 1970, à l'âge de 29 ans.
Actif pendant treize saisons, Krasnitski cumule ainsi 337 matchs joués pour 151 buts marqués sous les couleurs du Pakhtakor Tachkent, dont 112 buts inscrits au sein de la première division. Cette performance lui vaut d'être intégré au sein de l'officieux club Grigori Fedotov (en) qui récompense les joueurs ayant marqués plus de 100 fois en championnat. Il a souvent été courtisé par plusieurs autres grandes équipes du championnat soviétique mais sa fidélité envers son club formateur combiné à ses performances en ont fait une figure très populaire au sein de la RSS d'Ouzbékistan, au point d'être nommé par la suite meilleur footballeur ouzbek du XXe siècle.

### Carrière d'entraîneur
Se reconvertissant comme entraîneur après la fin de sa carrière de joueur, Krasnitski prend dès 1970 la tête du Traktor Tachkent en troisième division le temps d'une saison. Il intègre par la suite l'encadrement technique du FK Yanguier puis du Pakhtakor Tachkent, prenant notamment la tête de cette dernière équipe à la place d'Anatoli Bashashkin pour la fin de la saison 1976 avant d'être limogé par la suite après avoir échoué à la promotion. Il dirige ensuite le FK Yanguier entre 1977 et 1978 puis le Zvezda Djizak de 1983 à 1985 avant de prendre par la suite un poste dans l'administration du football ouzbek. Il meurt par suicide le 12 juin 1988 à Kourgan-Tioubé, à l'âge de 47 ans, en se jettant d'une fenêtre de chambre d'hôtel,.

## Statistiques
| Saison                | Club                  | Championnat           | Championnat | Championnat | Coupe(s) nationale(s) | Coupe(s) nationale(s) | Total | Total |
| Saison                | Club                  | Division              | M.          | B.          | M.                    | B.                    | M.    | B.    |
| 1958                  | Pakhtakor Tachkent    | D2                    | 25          | 12          | 6                     | 2                     | 31    | 14    |
| 1959                  | Pakhtakor Tachkent    | D2                    | 24          | 12          | -                     | -                     | 24    | 12    |
| 1960                  | Pakhtakor Tachkent    | D1                    | 29          | 19          | -                     | -                     | 29    | 19    |
| 1961                  | Pakhtakor Tachkent    | D1                    | 24          | 20          | -                     | -                     | 24    | 20    |
| 1962                  | Pakhtakor Tachkent    | D1                    | 17          | 4           | -                     | -                     | 17    | 4     |
| 1963                  | Pakhtakor Tachkent    | D1                    | 36          | 14          | -                     | -                     | 36    | 14    |
| 1964                  | Pakhtakor Tachkent    | D2                    | 27          | 16          | -                     | -                     | 27    | 16    |
| 1965                  | Pakhtakor Tachkent    | D1                    | 29          | 13          | -                     | -                     | 29    | 13    |
| 1966                  | Pakhtakor Tachkent    | D1                    | 33          | 10          | 2                     | 1                     | 35    | 11    |
| 1967                  | Pakhtakor Tachkent    | D1                    | 29          | 10          | 3                     | 2                     | 32    | 12    |
| 1968                  | Pakhtakor Tachkent    | D1                    | 16          | 3           | 3                     | 2                     | 19    | 5     |
| 1969                  | Pakhtakor Tachkent    | D1                    | 29          | 8           | -                     | -                     | 29    | 8     |
| 1970                  | Pakhtakor Tachkent    | D1                    | 5           | 1           | -                     | -                     | 5     | 1     |
| Total sur la carrière | Total sur la carrière | Total sur la carrière | 323         | 144         | 14                    | 7                     | 337   | 151   |

## Palmarès
Pakhtakor Tachkent
- Coupe d'Union soviétique :
  - Finaliste : 1967-68.